# Сексуална терапия
Сексуална терапия е лечение на сексуалната дисфункция, като не-консумация на връзката, преждевременна еякулация, еректилна дисфункция, ниско либидо, липса на удоволствие или недостигане до оргазъм , нежелани сексуални фетиши, сексуално пристрастяване, болезнен секс или липса на увереност в секса, възстановяване от изнасилвания и тормоз, други проблеми предизвикани от стрес, умора, и други фактори на отношенията във връзката или на средата. Сексуалните терапевти помагат на тези, които имат проблеми да ги преодолеят и с това по възможност да се върнат към активен сексуален живот.
Първите стъпки в развитието на тази терапия са направени от Уилям Мастърс и Вирджиния Джонсън през 60-те и 70-те години на 20 век.